# Beden, Smolean
Beden (în bulgară Беден) este un sat în comuna Devin, regiunea Smolean,  Bulgaria. 

## Demografie
Componența etnică a satului Beden
     Bulgari (96,47%)
     Nicio identificare (3,52%)
     Altele (0%)
La recensământul din 2011, populația satului Beden era de 425 locuitori. Din punct de vedere etnic, majoritatea locuitorilor (96,47%) erau bulgari. Pentru 3,52% din locuitori nu este cunoscută apartenența etnică.